# Свандис Сваварсдоуттир
Свандис Сваварсдоуттир (исл. Svandís Svavarsdóttir; род. 24 августа 1964, Сельфосс) — исландский политический и государственный деятель. Председатель партии «Лево-зелёное движение» с 5 октября 2024 года. В прошлом — министр инфраструктуры Исландии (2024), министр продовольствия Исландии (2022—2024),  министр рыболовства и сельского хозяйства Исландии (2021—2022), министр здравоохранения (2017—2021), министр по вопросам окружающей среды и природных ресурсов (2012—2013), министр по вопросам окружающей среды (2009—2012). Депутат альтинга (парламента) от избирательного округа Южный Рейкьявик с 2009 года.

## Биография
Родилась 24 августа 1964 года в Сельфоссе. Отец — Свавар Гестссон (1944—2021), депутат альтинга, министр и посол, мать — Йоунина Бенедиктсдоуттир (Jónína Benediktsdóttir; 1943—2005), служащая.
В 1983 году окончила гимназию Хамрахлид в районе Хлидар Рейкьявика. Получила степень бакалавра в области общего языкознания и исландского языка в Исландском университете в 1989 году. Изучала исландскую грамматику в Исландском университете в 1989–1993 годах.
Работала учительницей в начальной и музыкальной школах на острове Хрисей в 1982–1984 годах. По совместительству работала преподавателем общего языкознания и исландского языка в Исландском университете в 1990–1994 годах. Работала в Коммуникационном центре для глухих и слабослышащих в 1992—1994 годах и в 1998—2005 годах. Директор программы по изучению жестового языка и интерпретации жестового языка Исландского университета в 1994—1998 годах. 

## Политическая карьера
В 2003—2005 годах возглавляла отделение Лево-зелёного движения в Рейкьявике. Генеральный секретарь Лево-зелёного движения в 2005–2006 годах.
В 2005—2006 годах — сотрудник Департамента спорта и досуга Рейкьявика (ÍTR). В 2006—2009 годах — депутат городского совета Рейкьявика.
По результатам парламентских выборов 2009 года избрана депутатом альтинга от избирательного округа Южный Рейкьявик. В 2013—2017 годах — лидер парламентской группы Лево-зелёного движения.
10 мая 2009 года получила портфель министра по вопросам окружающей среды во втором кабинете Йоханны Сигурдардоуттир во главе с премьер-министром Йоханной Сигурдардоуттир. С 31 мая по 31 октября 2011 года замещала на время декретного отпуска министра образования, науки и культуры Исландии Катрин Якобсдоуттир. С 1 сентября 2012 года — министр по вопросам окружающей среды и природных ресурсов, ушла в отставку 28 апреля 2013 года, но проработала до 23 мая.
30 ноября 2017 года получила портфель министра здравоохранения в первом кабинете под руководством премьер-министра Катрин Якобсдоуттир.
28 ноября 2021 года получила портфель министра рыболовства и сельского хозяйства Исландии во втором кабинете Катрин Якобсдоуттир. В 2022 году министерство получило название Министерство продовольствия.
9 апреля 2024 года назначена министром инфраструктуры в коалиционном правительстве под руководством премьер-министра Бьярни Бенедиктссона. 17 октября освобождена от должности.
После отставки в апреле 2024 года председателя партии Катрин Якобсдоуттир баллотировалась на её пост. Была единственным кандидатом. 5 октября на национальном съезде избрана новым председателем «Лево-зелёного движения». Получила 169 из 175 голосов.
Баллотируется на парламентских выборах 30 ноября 2024 года, возглавила список партии в избирательном округе Южный Рейкьявик.

## Личная жизнь
Бывший муж — Астрадур Харальдссон (Ástráður Haraldsson; род. 1961), юрист. С ним развелась. Второй супруг — Торви Хьяртарсон (Torfi Hjartarson; род. 1961), преподаватель. Дети Свандис и Астрадура: Оддур (род. 1984), Эйдур (род. 1986). Дети Свандис и Торфи: Туми (род. 1996), певица Уна Торвадоуттир (Una Torfadóttir; род. 23 июня 2000).